# Unirea (Călărași)
Unirea, fino al 1964 Șocarici, è un comune della Romania di 2 779 abitanti, ubicato nel distretto di Călărași, nella regione storica della Muntenia.
Il comune è formato dall'unione di 2 villaggi: Oltina e Unirea.
Nell'ambito della riorganizzazione dei distretti di Ilfov e di Ialomița, nel 1981 il comune è entrato a far parte del distretto di Călărași.